# Józek, nie daruję ci tej nocy
Józek, nie daruję ci tej nocy – utwór z debiutanckiego albumu zespołu Bajm. Piosenka została wydana w 1982 roku. Do utworu powstał teledysk. Muzykę do utworu skomponował Jarosław Kozidrak, zaś tekst napisała Beata Kozidrak.
Utwór stał się jednym z największych przebojów dekady i przyczynił się do wzrostu popularności Bajmu.
Wiele osób dopatruje się w tekście piosenki podtekstu erotycznego. Beata Kozidrak w czerwcu 2007 roku w programie Szymon Majewski Show powiedziała, że piosenka jest protest songiem, skierowanym przeciwko Wojciechowi Jaruzelskiemu. Fragment „nie daruję ci tej nocy” miał odnosić się bezpośrednio do wprowadzenia stanu wojennego 13 grudnia 1981 roku. Utwór początkowo nazywał się „Wojtek, nie daruję ci tej nocy”, jednak Andrzej Pietras zmienił imię w tekście utworu. Podczas jednego z koncertów w Warszawie w latach 80. doszło do incydentu, w którym studenci, śpiewając utwór z Bajmem, zamienili w refrenie Józka na Wojtka, co doprowadziło do ukarania Bajmu dwuletnim zakazem koncertowania w stolicy Polski.

## Notowania na Liście przebojów Programu Trzeciego
Piosenka zadebiutowała na Liście przebojów Programu Trzeciego 13 listopada 1982 roku. Na liście utrzymała się przez sześć tygodni.
| Notowanie | Utwór                           | Pozycja | Zmiana |
| --------- | ------------------------------- | ------- | ------ |
| 30.       | „Józek, nie daruję ci tej nocy” | 27      | N      |
| 31.       | „Józek, nie daruję ci tej nocy” | 23      | +4     |
| 32.       | „Józek, nie daruję ci tej nocy” | 23      | 0      |
| 33.       | „Józek, nie daruję ci tej nocy” | 21      | +2     |
| 34.       | „Józek, nie daruję ci tej nocy” | 26      | -5     |
| 35.       | „Józek, nie daruję ci tej nocy” | 30      | -4     |